# Counting Stars (BE'O의 노래)
"Counting Stars"는 대한민국의 래퍼 비오의 노래로, 페임어스 엔터테인먼트를 통해 2021년 12월 12일에 발매되었다. 한국 힙합 어워즈 올해의 힙합 트랙 후보에 올랐고, 가온 디지털 차트 1위를 기록했다.

## 배경
비오는 2021년 10월에 랩 경연 TV 프로그램 <쇼미더머니10>에 출연해 2차 예선에서 "Counting Stars"를 선보였다. 그의 2차 예선 영상은 유튜브에서 조회수 1000만회 이상을 기록하며 화제가 되었다. 이후 빈지노가 인스타그램 라이브에서 자신과 "Counting Stars"를 언급하자, 비오는 그에게 먼저 연락해 피처링을 제안했다.

## 음악 및 가사
<이즘>에 따르면, "양산되는 여타 싱잉 랩 노래들과 비교해도 'Counting stars!'라 치고 들어오는 후렴구는 강렬하다. 트렌디한 톤이 장기인 비오의 보컬이 귀를 사로잡고, 새 아버지를 향한 애정을 녹여낸 빈지노의 벌스가 도시적인 분위기를 배가한다."

## 평가
| 전문가 평가 | 전문가 평가 |
| 평가 점수   | 평가 점수   |
| 출처        | 점수        |
| ----------- | ----------- |
| 이즘        | 3/별        |
| 음악취향Y   | 3/별        |

<이즘>에서 5점 만점에 3점을 받았다. 이홍현 평론가에 따르면, "경연 때의 청량하고 맑았던 목소리를 통화 음성처럼 먹먹하고 흐리게 중화한 믹싱은 논란을 부르고 있지만, 작위적인 강세나 고조가 없어서 좋다. 로파이한 무드에 편안하게 젖어 들 수 있는 노래다."
<음악취향Y>에서도 5점 만점에 3점을 받았다. 김성환 평론가에 따르면, "Counting Stars/ 밤하늘의 펄/ Better than your Louis Vuitton"처럼 라임을 맞추기보다는 비유의 연속으로 이어지는 훅의 구성이 청자를 쉽게 몰입하게 만든다. 결과적으로 "현재 한국의 대중적 힙합의 평균점이 가진 장점을 잘 보여주는 트랙"이다.
한국 힙합 어워즈의 네티즌 투표자들에 따르면, "Counting Stars"는 "힙합의 인식 개선 및 발전에 크게 기여한 노래"로, "빈지노의 피처링이 듣는 재미와 서사를 한 층 더해준 곡이다."

## 수상 및 후보
| 시상식           | 연도 | 부문             | 결과 | 각주  |
| ---------------- | ---- | ---------------- | ---- | ----- |
| 한국 힙합 어워즈 | 2022 | 올해의 힙합 트랙 | 후보 | [ 5 ] |

## 상업적 성과
"Counting Stars"는 2021년에 멜론에서 최단 시간 1위에 오른 곡이다. 이후 가온 디지털 차트와 가온 스트리밍 차트에서 2주 연속 1위를 기록했다.

## 차트
| 차트 (2021)     | 최고 순위 |
| --------------- | --------- |
| 대한민국 (가온) | 1         |